# Aek Phnum
Ek Phnom hay Aek Phnum là một huyện (srok) thuộc tỉnh Battambang, một tỉnh tây bắc Campuchia.

## Hành chính
Huyện này được chia ra thành 7 xã (khum).
| Khum (Xã)            | Phum (Làng) |
| -------------------- | --- |
| Preaek Norint        | Preaek Ta Chraeng, Preaek Krouch, Svay Chrum, Preaek Norint, Sdei, Rohal Suong, Duong Mea, Reach Doun Kaev, Ansang Sak, Preaek Trab |
| Samraong Knong       | Samraong Knong, Kampong Sambuor, Samraong Snao, Samraong Ou Trea, Samraong Ta Kok                                                   |
| Preaek Khpob         | Preaek Snao, Preaek Khpos, Sna Pi Mukh, Khvet, Ou Kambot                                                                            |
| Preaek Luong         | Preaek Luong, Sdei Leu, Sdei Kraom, Rohal Suong, Bak Amraek, Doun Ent, Bak Roteh                                                    |
| Peam Aek             | Doun Teav, Suos Ei, Peam Aek, Kong Tum, Ka Rohal, Preaek Chdaor, Ta Kom, Kouk Doung                                                 |
| Prey Chas            | Prey Chas, Peam Seima, Anlong Sandan, Kaoh Chiveang, Bak Prea                                                                       |
| Kaoh Chiveang Thvang | Kampong Prahok, Anlong Ta Uor, Preaek Toal, Kbal Taol                                                                               |